# Michael Francis Crotty
Michael Francis Crotty (né le 26 mars 1970) est un prélat catholique romain irlandais. Il est archevêque titulaire de Lindisfarne (de) et nonce apostolique au Nigéria (en) depuis le 16 juillet 2024. Il fut nonce apostolique au Burkina Faso (en) de 2020 à 2024.

## Biographie

### Jeunesse et éducation
Michael Francis Crotty est né à Mallow en Irlande, dans le comté de Cork, le 26 mars 1970, de Timothy et Mary Crotty, et a grandi à Skeheen, Mitchelstown,,.
Il fréquente l'école primaire à la Ballygiblin National School et l'école secondaire à l'école Christian Brothers à Mitchelstown. Michael Francis Crotty étudie pour devenir prêtre au séminaire national d'Irlande, St Patrick's College de Maynooth, puis il obtient un baccalauréat ès arts en anthropologie et en histoire moderne de l'Université nationale d'Irlande en 1990 et un baccalauréat en théologie à l'Université pontificale en 1993.
Il est ordonné prêtre pour le diocèse de Cloyne le 3 juillet 1994.

### Prêtre
Après son ordination, il poursuit ses études au Collège pontifical irlandais et à l'Université pontificale grégorienne de Rome, obtenant une licence en histoire ecclésiastique à l'Université pontificale grégorienne en 1997, une licence en droit canonique en 1999 et un doctorat en histoire ecclésiastique en 2001.
Il est nommé aumônier de Sa Sainteté, avec le titre d'évêque, par le pape Benoît XVI en 2005, puis prélat d'honneur de Sa Sainteté par le pape François en 2014.

### Service diplomatique
Crotty entre à l'Académie pontificale ecclésiastique en 1997, en préparation d'une carrière diplomatique pour le Saint-Siège.
Après avoir terminé ses études à l'Académie pontificale ecclésiastique, il entre au service diplomatique du Saint-Siège le 1er juillet 2001, avec sa première nomination diplomatique comme secrétaire de la nonciature apostolique au Kenya (en). À ce titre, Crotty est également désigné adjoint de la mission d'observation permanente du Saint-Siège auprès du Programme des Nations unies pour l'environnement (PNUE) et du Programme des Nations unies pour les établissements humains (ONU-HABITAT).
En 2004, il est nommé secrétaire de la nonciature apostolique au Canada et, en 2007, secrétaire des nonciatures apostoliques en Irak (en) et en Jordanie (en). En 2009, il est nommé à la Section pour les relations avec les États de la Secrétairerie d'État du Saint-Siège et, en 2017, conseiller de la nonciature apostolique en Espagne.

### Archevêque titulaire de Lindisfarne et Nonce apostolique au Burkina Faso et au Niger
Le 1er février 2020, le pape François le nomme archevêque titulaire de Lindisfarne (de) et nonce apostolique au Burkina Faso (en),,.
En plus de sa nomination comme nonce au Burkina Faso, Crotty a été simultanément nommé nonce au Niger (en) par le pape François le 25 avril 2020.
Le 15 août 2020, il est ordonné évêque par le secrétaire de la section pour les relations avec les États de la secrétairerie d'État du Saint-Siège, l'archevêque Paul Gallagher, dans la cathédrale Saint-Colman de Cobh,,.

### Nonce apostolique au Nigéria
Le 16 juillet 2024, Crotty est nommé nonce apostolique au Nigéria (en) par le pape François.